# Marcellin Yao Kouadio

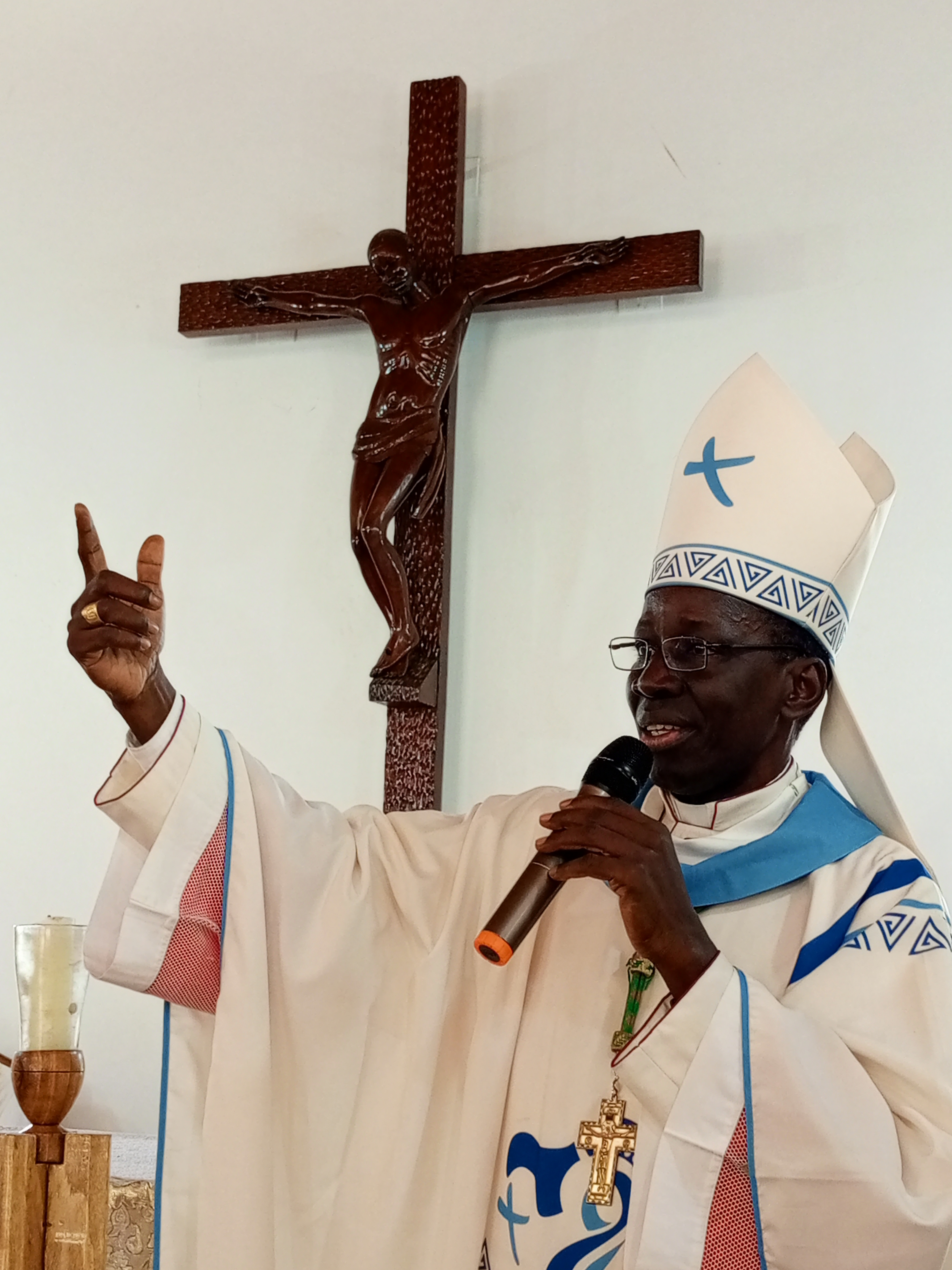
Marcellin Yao Kouadio bei der Ostermesse 2023

Marcellin Yao Kouadio (* 10. Januar 1960 in Vavoua, Elfenbeinküste) ist ein ivorischer Geistlicher und römisch-katholischer Bischof von Daloa.

## Leben
Marcellin Yao Kouadio empfing am 29. Dezember 1990 das Sakrament der Priesterweihe.

Wappen von Marcellin Yao Kouadio

Am 1. Juli 2009 ernannte ihn Papst Benedikt XVI. zum Bischof von Yamoussoukro. Der emeritierte Erzbischof von Abidjan, Bernard Kardinal Agré, spendete ihm am 22. August desselben Jahres die Bischofsweihe; Mitkonsekratoren waren der Erzbischof von Gagnoa, Joseph Yapo Aké, und der emeritierte Bischof von Daloa, Pierre-Marie Coty.
Am 25. April 2018 ernannte ihn Papst Franziskus zum Bischof von Daloa.
Seit Oktober 2023 ist Marcellin Yao Kouadio zudem Präsident der Bischofskonferenz der Elfenbeinküste.